# Compsorhipis
Compsorhipis is een geslacht van rechtvleugeligen uit de familie veldsprinkhanen (Acrididae). De wetenschappelijke naam van dit geslacht is voor het eerst geldig gepubliceerd in 1889 door Saussure.

## Soorten
Het geslacht Compsorhipis omvat de volgende soorten:
- Compsorhipis angustilinearis Huo & Zheng, 1993
- Compsorhipis bryodemoides Bey-Bienko, 1932
- Compsorhipis cyanitibia Zheng & Gong, 2003
- Compsorhipis davidiana (Saussure, 1888)
- Compsorhipis longicornis Yin & Wang, 2005
- Compsorhipis nigritibia Zheng & Ma, 1995
- Compsorhipis orientalis Chogsomzhav, 1989